# Juan Carlos Verdeal
Juan Carlos Verdeal (Puerto Madryn, 29 maggio 1918 – Rio de Janeiro, ottobre 1999) è stato un calciatore e allenatore di calcio argentino.

## Carriera

### Calciatore
Cresciuto nell'Huracán Comodoro Rivadavia, venne ingaggiato dall'Estudiantes nel 1938. Con il club di La Plata giocò tre stagioni prima di lasciare l'Argentina e trasferirsi in Brasile.
In Brasile, Verdeal giocò con il Fluminense, con il Canto do Rio e la Juventus di San Paolo. Curiosamente il giocatore, durante le sue annate sui campi verdeoro, si fece chiamare solo con il nome di battesimo Juan Carlos. L'esperienza brasiliana durò quattro campionati al termine dei quali lasciò il paese per trasferirsi in Venezuela.
Qui giocò due stagioni con il Dos Caminos Caracas, dove vinse un campionato dilettanti nel 1945.
A 28 anni, nel 1946, passa per 600.000 £ al Genoa ed esemplare fu il binomio che costituì con il centravanti ferrarese Dalla Torre. Diventò uno dei beniamini del tifo rossoblu, benché il legame con la squadra durò solo tre stagioni. Dalla primavera 1949 resta fuori dai campi di calcio per oltre un anno, causa infortuni.
Verdeal trova ingaggio al Lille, club dove rimane pochi mesi, venendo ingaggiato nel gennaio 1951 dal Valenciennes Football Club. 
Nel club del Nord francese, che milita in Ligue 2, rimane tre anni, raggiungendo una storica finale di coppa di Francia nel 1951, dove la sua squadra venne sconfitta per 3 a 0 dallo Strasburgo.
Lasciata la Francia si reca a giocare in Algeria, dove si disputano tornei non ufficiali. In Africa rimane sino al 1955, quando la guerra d'Algeria comincia a farsi più dura e decide di andarsene.
Torna in patria dove lasciato il calcio giocato inizia ad allenare.

### Allenatore
Diventato allenatore, guida nel 1962 il Racing Avellaneda e nel 1966 l'Almagro.
In patria è ricordato anche per essere stato uno dei fondatori dell'Associazione Allenatori d'Argentina nel 1963.
Nel 1968 decide di abbandonare il mondo del calcio per trasferirsi in Brasile con la famiglia, paese dove morirà nel 1999.

## Palmarès

### Giocatore

#### Competizioni nazionali
- Campionato venezuelano: 1

Dos Caminos: 1945

#### Competizioni statali
- Campionato Carioca: 1

Fluminense: 1941
- Torneio Início do Rio de Janeiro: 1

Fluminense: 1941